# Kanton Yerville
Der Kanton Yerville war bis 2015 ein französischer Wahlkreis im Arrondissement Rouen, im Département Seine-Maritime und in der Region Haute-Normandie; sein Hauptort war Yerville. Vertreter im Generalrat des Départements war zuletzt von 1982 bis 2015 Alfred Trassy-Paillogues (UMP). 
Der Kanton Yerville war 127,45 km² groß und hatte (2006) 9.852 Einwohner, was einer Bevölkerungsdichte von 77 Einwohnern pro km² entsprach. Er lag im Mittel auf 113 Meter über dem Meeresspiegel, zwischen 89 m in Hugleville-en-Caux und 177 m in Saussay. 

## Gemeinden
Der Kanton bestand aus 18 Gemeinden:
| Gemeinde                   | Einwohner Jahr | Fläche km² | Bevölkerungsdichte | Code INSEE | Postleitzahl |
| -------------------------- | -------------- | ---------- | ------------------ | ---------- | ------------ |
| Ancretiéville-Saint-Victor | 383 (2013)     | –          | – Einw./km²        | 76010      | 76760        |
| Auzouville-l’Esneval       | 367 (2013)     | –          | – Einw./km²        | 76045      | 76760        |
| Bourdainville              | 453 (2013)     | –          | – Einw./km²        | 76132      | 76760        |
| Cideville                  | 315 (2013)     | –          | – Einw./km²        | 76174      | 76570        |
| Criquetot-sur-Ouville      | 780 (2013)     | –          | – Einw./km²        | 76198      | 76760        |
| Ectot-l’Auber              | 610 (2013)     | –          | – Einw./km²        | 76227      | 76760        |
| Ectot-lès-Baons            | 397 (2013)     | –          | – Einw./km²        | 76228      | 76970        |
| Étoutteville               | 765 (2013)     | –          | – Einw./km²        | 76253      | 76190        |
| Flamanville                | 461 (2013)     | –          | – Einw./km²        | 76264      | 76970        |
| Grémonville                | 416 (2013)     | –          | – Einw./km²        | 76325      | 76970        |
| Hugleville-en-Caux         | 420 (2013)     | –          | – Einw./km²        | 76370      | 76570        |
| Lindebeuf                  | 376 (2013)     | –          | – Einw./km²        | 76387      | 76760        |
| Motteville                 | 789 (2013)     | –          | – Einw./km²        | 76456      | 76970        |
| Ouville-l’Abbaye           | 642 (2013)     | –          | – Einw./km²        | 76491      | 76760        |
| Saint-Martin-aux-Arbres    | 327 (2013)     | –          | – Einw./km²        | 76611      | 76760        |
| Saussay                    | 361 (2013)     | –          | – Einw./km²        | 76668      | 76760        |
| Vibeuf                     | 648 (2013)     | –          | – Einw./km²        | 76737      | 76760        |
| Yerville                   | 2.447 (2013)   | –          | – Einw./km²        | 76752      | 76760        |

## Bevölkerungsentwicklung
| 1962  | 1968  | 1975  | 1982  | 1990  | 1999  | 2006  |
| ----- | ----- | ----- | ----- | ----- | ----- | ----- |
| 5.668 | 6.236 | 6.521 | 7.714 | 8.470 | 8.968 | 9.852 |